# Piper pullibaccum
Piper pullibaccum är en pepparväxtart som beskrevs av William Trelease. Piper pullibaccum ingår i släktet Piper och familjen pepparväxter. Inga underarter finns listade i Catalogue of Life.